# Associazione Calcio Pisa 1909 2009-2010
Questa pagina raccoglie i dati riguardanti l'Associazione Calcio Pisa 1909 nelle competizioni ufficiali della stagione 2009-2010.

## Stagione
Il 7 agosto 2009 la neonata società "AC Pisa 1909" viene ceduta dall'amministrazione comunale pisana al gruppo Battini-Aringhieri-Camilli.
A Carlo Battini (che sarà presidente e amministratore unico) va il 35%, a sua figlia Carla Battini il 9%, ad Umberto Aringhieri (che ricopre anche il ruolo di direttore generale) il 35%, e al presidente del Grosseto, Piero Camilli, il 20%. L'1% lo ha comprato l'avvocato Andrea Bottone in qualità di garante della tifoseria e lo "venderà" a un comitato che sarà creato ad hoc.
L'11 agosto 2009 il Pisa viene iscritto nel girone D della Serie D 2009-2010. Gli abbonamenti sottoscritti dalla tifoseria locale supereranno le 3.000 unità. Vengono ingaggiati, tra gli altri, Lucas Maximilian Cantoro, Vitaliano Bonuccelli, Gianluca Porro, Alberto Francesconi, Manuele Guzzo e poi in ottobre anche Marco Carparelli.
Il 17 settembre 2009 l'assetto societario si evolve: con l'ingresso dell'avv. Enrico Valentini al quale va il 39%, esce di scena Carla Battini e si riducono al 20% sia la quota del presidente Carlo Battini che la quota del dg Umberto Aringhieri. Invariate le quote di Piero Camilli (20%) e Andrea Bottone (1%).  Nella prima assemblea dei soci del 30 settembre 2009, Carlo Battini è confermato presidente, Umberto Aringhieri viene nominato vice presidente, Enrico Valentini e Andrea Bottone vengono nominati consiglieri unitamente ai nuovi arrivati Roberto Cerboni e Fabrizio Berna. Viene inoltre nominato l'amministratore delegato nella figura di Angelo Palmas il quale ricoprirà anche la carica di nuovo direttore generale.
Successivamente si dimette da vice presidente Umberto Aringhieri cedendo le proprie quote al presidente Carlo Battini che quindi deterrà il 40% delle azioni.
Sul piano sportivo, nonostante abbia iniziato la preparazione in ritardo rispetto alle altre squadre, il Pisa parte bene e nelle prime 8 giornate ottiene 6 vittorie e 2 pareggi che lo conducono alla vetta solitaria del girone D della Serie D. Nelle tre partite successive arrivano la sconfitta interna con il Russi, un pareggio esterno 3-3 ed un nuovo ko sul campo del Carpi che fa scendere la squadra al quarto posto; quindi la sera del 1º novembre 2009 la dirigenza decide di esonerare mister Paolo Indiani e di sostituirlo con Stefano Cuoghi; già il 22 novembre seguente il Pisa torna da solo in vettà al girone e poi chiude in testa il girone d'andata.
L'inizio del girone d'andata è promettente e, anche grazie alla vittoria a tavolino per 0-3 contro il Riccione (poiché la squadra locale aveva schierato un giocatore squalificato), la squadra inizia a tenere un discreto vantaggio sulle dirette inseguitrici.
Il 18 aprile 2010 la squadra batte 1-0 i cugini del Pontedera e conquista, con quattro giornate di anticipo, la vittoria del campionato e la promozione in Lega Pro Seconda Divisione, segnando il rientro della città nel calcio professionistico.

### Poule Scudetto dilettanti
Al termine della stagione regolare la squadra partecipa alla Poule scudetto, venendo inserita nel gironcino a tre con Gavorrano e Chieti. Nel primo incontro i pisani vincono 1-0 in Maremma, mentre nel secondo battono 3-1 in casa gli abruzzesi, così accedono alla semifinale Scudetto, dove vengono sconfitti per 3-1 dal Savona.

## Rosa
| N. |                   | Ruolo | Calciatore          |
| -- | ----------------- | ----- | ------------------- |
|    | Italia (bandiera) | P     | Ivan Lanni          |
|    | Italia (bandiera) | P     | Tommaso Bercigli    |
|    | Italia (bandiera) | P     | Alessio Santoni     |
|    | Italia (bandiera) | P     | Alberto Pea         |
|    | Italia (bandiera) | D     | Andrea Talignani    |
|    | Italia (bandiera) | D     | Matteo Ton          |
|    | Italia (bandiera) | D     | Emanuele Papa       |
|    | Italia (bandiera) | D     | Luca Fiasconi       |
|    | Italia (bandiera) | D     | Tiberio Parenti     |
|    | Italia (bandiera) | D     | Francesco Laezza    |
|    | Italia (bandiera) | D     | Riccardo Cossu      |
|    | Italia (bandiera) | D     | Manuele Guzzo       |
|    | Italia (bandiera) | D     | Nicola Bizzotto     |
|    | Italia (bandiera) | D     | Francesco Gagliardi |
|    | Italia (bandiera) | C     | Christian Scarlato  |
|    | Italia (bandiera) | C     | Marco Viviano       |

| N. |                      | Ruolo | Calciatore            |
| -- | -------------------- | ----- | --------------------- |
|    | Italia (bandiera)    | C     | Cristiano Caleri      |
|    | Italia (bandiera)    | C     | Marco Ilari           |
|    | Nigeria (bandiera)   | C     | Kenneth Obodo         |
|    | Italia (bandiera)    | C     | Davide Vagnati        |
|    | Italia (bandiera)    | C     | Gianluca Doveri       |
|    | Italia (bandiera)    | C     | Gianluca Porro        |
|    | Argentina (bandiera) | C     | Hernan Nicolas Chiesa |
|    | Italia (bandiera)    | A     | Alberto Francesconi   |
|    | Argentina (bandiera) | A     | Lucas Cantoro         |
|    | Italia (bandiera)    | A     | Vitaliano Bonuccelli  |
|    | Italia (bandiera)    | A     | Manuel Nocciolini     |
|    | Italia (bandiera)    | A     | Fortunato Spilabotte  |
|    | Italia (bandiera)    | A     | Marco Carparelli      |
|    | Italia (bandiera)    |       | Giacomo Gigli         |
|    | Italia (bandiera)    | C     | Andrea Bigongiali     |

## Risultati

### Serie D

#### Poule scudetto
| 30 maggio 2010 Giornata 1 | Gavorrano | 0 – 1 | Pisa |  |

| 13 giugno 2010 Giornata 3 | Pisa | 3 – 1 | Chieti |  |

| 17 giugno 2010 Semifinali | Savona | 3 – 1 | Pisa |  |

### Coppa Italia Serie D
| 23 agosto 2009 Turno preliminare                                                                 | Pisa                 | 1 – 1 (d.t.s.) | Monteriggioni |  |
| \| \| \| \| \| Francesconi 45+1’ \| Marcatori \| 36’ Faralli \| \| \| Tiri di rigore 6 – 5 \| \| |                      |                |               |  |
|                                                                                                  |                      |                |               |  |
| Francesconi 45+1’                                                                                | Marcatori            | 36’ Faralli    |               |  |
|                                                                                                  | Tiri di rigore 6 – 5 |                |               |  |

| 30 agosto 2009 Primo turno                                    | Pisa      | 1 – 2             | Mobilieri Ponsacco |  |
| \| \| \| \| \| Ilari 81’ \| Marcatori \| 49’, 95’ Di Paola \| |           |                   |                    |  |
|                                                               |           |                   |                    |  |
| Ilari 81’                                                     | Marcatori | 49’, 95’ Di Paola |                    |  |

## Statistiche

### Statistiche di squadra
| Competizione         | Punti | In casa | In casa | In casa | In casa | In casa | In casa | In trasferta | In trasferta | In trasferta | In trasferta | In trasferta | In trasferta | Totale | Totale | Totale | Totale | Totale | Totale | DR  |
| Competizione         | Punti | G       | V       | N       | P       | Gf      | Gs      | G            | V            | N            | P            | Gf           | Gs           | G      | V      | N      | P      | Gf     | Gs     | DR  |
| -------------------- | ----- | ------- | ------- | ------- | ------- | ------- | ------- | ------------ | ------------ | ------------ | ------------ | ------------ | ------------ | ------ | ------ | ------ | ------ | ------ | ------ | --- |
| Serie D              | -     | 19      | ..      | ..      | ..      | ..      | ..      | 19           | ..           | ..           | ..           | ..           | ..           | 38     | 24     | 10     | 4      | 66     | 24     | +42 |
| Play-off scudetto    | -     | 1       | 1       | 0       | 0       | 3       | 1       | 2            | 1            | 0            | 1            | 2            | 3            | 3      | 2      | 0      | 1      | 5      | 4      | +1  |
| Coppa Italia Serie D | -     | 2       | 0       | 1       | 1       | 2       | 3       | 0            | 0            | 0            | 0            | 0            | 0            | 2      | 0      | 1      | 1      | 2      | 3      | -1  |
| Totale               | -     | 20      | ..      | ..      | ..      | ..      | ..      | 21           | ..           | ..           | ..           | ..           | ..           | 43     | 26     | 11     | 6      | 73     | 31     | +42 |